# Uso del automóvil eléctrico
El uso del automóvil eléctrico varía de país en país, ya que la adopción de vehículos eléctricos enchufables es afectada por la demanda del consumidor, los precios de mercado, la disponibilidad de infraestructura de carga y las políticas gubernamentales de cada país, tales como incentivos de compra y la regulación de emisiones, mandatos  del vehículo de cero emisiones, regulaciones de emisiones de CO2 y estándares de economía de combustible.
Solamente se incluyen los vehículos híbridos eléctricos enchufables con capacidad de circular en carretera; y los automóviles 100% eléctricos. Los híbridos eléctricos no se incluyen, ya que su pequeña batería no se puede recargar con una fuente de energía externa.

## Panorama global

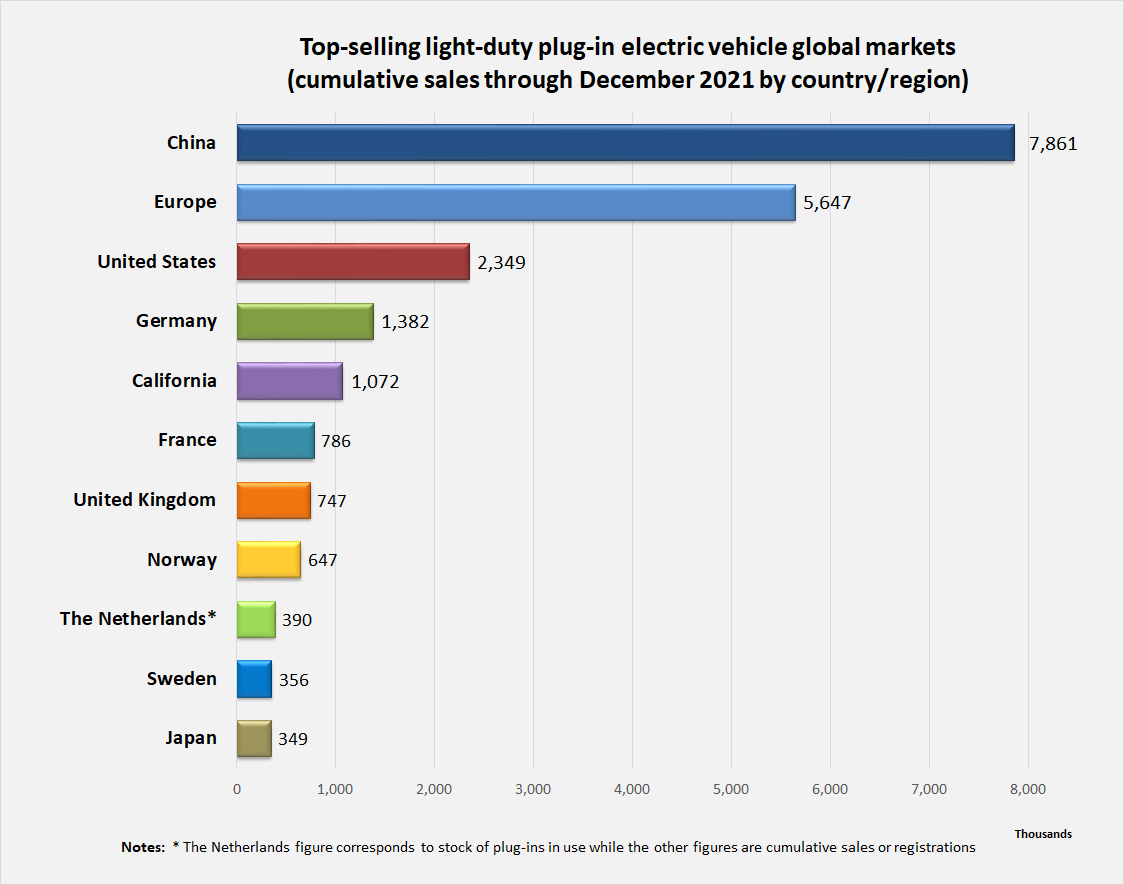
Comparación de los mayores mercados regionales o nacionales a nivel mundial en términos de ventas acumuladas de automóbiles eléctricos enchufables a diciembre de 2021.

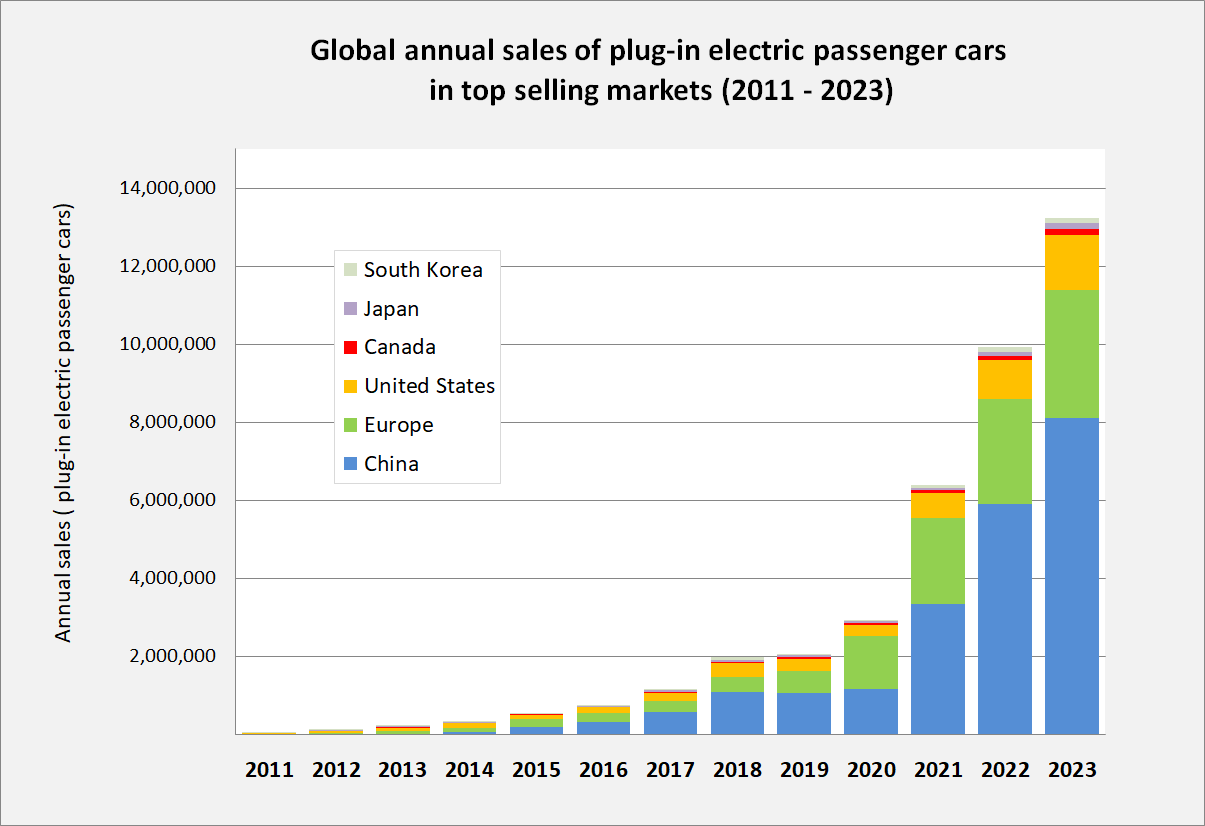
Ventas globales de vehículos eléctricos enchufables desde 2011.

A diciembre de 2019 circulaban en el mundo 7 200 000 vehículos eléctricos, contando los eléctricos puros con un 66.6% y los híbridos eléctricos enchufables con un 33.3%. China tiene la mayor flota de automóviles eléctricos en uso, con 3 400 000 unidades, el 47% del parque global, seguida por Europa con 1 700 000 unidades, con el 25%; y los Estados Unidos con 1 450 000 unidades, con el 20%. A pesar del crecimiento rápido de los vehículos eléctricos desde 2010, solamente 1 de cada 250 vehículos o el 0.4% en las carreteras del mundo, eran eléctricos enchufables a finales de 2018.
California es el mercado regional más grande de Estados Unidos con casi 670 000 automóviles eléctricos registrados a diciembre de 2019. Las ventas en el segmento eléctrico de Europa son lideradas por Noruega, con registros acumulados de más de 384 000 automóviles y vehículos comerciales ligeros eléctricos a finales de 2019. También es el país con la penetración de mercado más alta per cápita en el mundo, y también ostenta la mayor participación de mercado del segmento eléctrico enchufable en el mundo, con el 55.9% de las ventas de todos los coches nuevos registrados en el país en 2019. En octubre de 2018, Noruega se convirtió en el primer país en el que 10 de cada 100 coches de pasajeros en las carreteras era un vehículo eléctrico, con lo que la penetración en el mercado del segmento ascendió a 13% en 2019. Estonia es el primer país que ha completado el despliegue de una red de recarga para vehículos eléctricos con cobertura nacional, cuenta con cargadores rápidos disponibles a lo largo de las carreteras a una distancia mínima de 40 km (25 millas) entre cada una.
A mediados de septiembre de 2015, más de un millón de coches eléctricos de pasajeros y vehículos utilitarios se vendieron en todo el mundo. A finales de 2015, la cantidad de coches eléctricos en las carreteras del mundo fue de 0.1% de cada millón de vehículos, mientras que para 2018 subió en 0.4%. Cuando las ventas se desploman por el sistema de propulsión, los coches sobrepasan a los híbridos enchufables, mientras que los eléctricos conforman el 60% de los 1 200 000 vehículos enchufables que se vendieron en todo el mundo a finales de 2015. Las ventas de vehículos eléctricos doblaron rápidamente los vehículos eléctricos híbridos. Los vehículos eléctricos tardaron 4 años y 10 meses en llegar a un millón de ventas. Por el contrario, los vehículos híbridos eléctricos tardaron 9 años.
Entre 2007 y 2010, solamente 11 768 vehículos eléctricos se vendieron en todo el mundo, alcanzando las 30 000 unidades. Después de la introducción del Nissan Leaf y el Chevrolet Volt a finales de diciembre de 2010, se dio la primera producción en masa y las ventas alcanzaron más de 50 000 unidades en el 2011. Se obtuvo un aumento de 125,000 en 2012 a 213,000 en 2013, mientras que para 2014 ascendieron a 315,000, lo que es un incremento de 48% desde 2013.
En cinco años, para el 2015, las ventas mundiales de vehículos eléctricos aumentaron más de diez veces con un total de 565 000 unidades. El aumento de alrededor del 80% a partir de 2014 se ha dado, debido a que China y Europa sobrepasaron a Estados Unidos. De 2011 al 2015, las ventas mundiales acumuladas ascendieron 1,270,000 en coches enchufables y camionetas de servicio público a finales de 2015.
En diciembre de 2015, Estados Unidos se dio a conocer como el mercado más grande, con alrededor de 410 000 vehículos eléctricos entregados desde el lanzamiento al mercado del Tesla Roadster en 2008. Con una producción de más de 295 000 unidades en 2014 que representaban el 33% de los vehículos a nivel mundial, China ocupó el segundo lugar con más de 258 000 unidades vendidas desde 2011, con más de 83 000 vendidos hasta 2014, lo que representaba el 21% de los vehículos del mundo. Japón ocupó el tercer lugar con casi 130 000 enchufables vendidos desde 2009. En 2014, Japón ocupó el segundo lugar con cerca de 108 000 unidades.
Para diciembre de 2015, más de 425 000 vehículos de pasajeros y furgonetas eléctricas se habían registrado en Europa, por lo que sería el continente que más vehículos eléctricos tendría. De estos vehículos eléctricos registrados, fueron 186 170 autos de pasajeros. Para diciembre de 2015, las ventas del segmento eléctrico incluyeron camionetas de servicios públicos, lideradas por los Países Bajos con 88 991 unidades; seguido por Noruega con 74 883 unidades; Francia con 74 294 unidades y Reino Unido con 53 524 unidades registradas. Para diciembre de 2015, el 25% de la población europea tenía vehículos eléctricos, sobre todo en los países nórdicos, con más de 100 000 unidades registrados. Los registros combinados de los cuatro países aumentaron un 91% para 2015.
Cuando todos los segmentos de vehículos eléctricos se contabilizan, China era el líder mundial con 444 447 vehículos eléctricos vendidos entre enero de 2011 y diciembre de 2015, de los cuales, más del 90% fueron vendidos durante los últimos dos años, con 331 092 unidades o el 74.5% en 2015 y 74,763 o el 16.8% en 2014. Estas cifras incluyen los vehículos industriales pesados, tales como autobuses y camiones de carga. China fue de los mejores en ventas del mercado en 2015, por delante de los Estados Unidos. Para diciembre de 2015, China fue también líder mundial en el segmento de eléctricos de carga, incluyendo autobuses eléctricos y camiones, en particular los camiones de basura. Más de 160 000 vehículos de energía de gran potencia se han vendido entre 2011 y 2015, de los cuales, 123 710 unidades o el 77.2% fueron vendidos en 2015. Para diciembre de 2015, China fue el mayor mercado de autobús eléctrico del mundo y, en 2020, se esperaba más del 50% del mercado mundial de autobús eléctrico.
| País | Existencia de vehículos eléctricos | Existencia de vehículos eléctricos | Existencia de vehículos eléctricos | Participación del mercado | Participación del mercado | Participación del mercado | Comentarios                                                                          |
| País | 2015                               | 2014                               | 2013                               | 2015                      | 2014                      | 2013                      | Comentarios                                                                          |
| --- | ---------------------------------- | ---------------------------------- | ---------------------------------- | ------------------------- | ------------------------- | ------------------------- | ------------------------------------------------------------------------------------ |
| Estados Unidos | ~410,000                           | 291,332                            | 172,000                            | 0.66%                     | 0.72%                     | 0.62%                     | Ventas desde 2008. Vehículos eléctricos de pasajeros.                                |
| China | 258,328                            | 83,198                             | 28,619                             | 0.84%                     | 0.23%                     | 0.08%                     | Ventas desde 2008. Vehículos eléctricos de pasajeros.                                |
| Japón(2) | ~130,000                           | 108,248                            | 74,124                             | n/a                       | 1.06%                     | 0.85%                     | Ventas desde 2009. Vehículos eléctricos y furgonetas de carga.                       |
| Países Bajos | 88,991                             | 45,020                             | 28,673                             | 9.74%                     | 3.87%                     | 5.37%                     | Registros desde 2009. Vehículos eléctricos y furgonetas de carga.                    |
| Noruega | 84,401                             | 43,442                             | 20,486                             | 22.39%                    | 13.84%                    | 5.6%                      | Registros desde 2003. Vehículos eléctricos, furgonetas de carga e importados usados. |
| Francia | 74,294                             | 43,605                             | 28,560                             | 1.2%                      | 0.7%                      | 0.65%                     | Registros desde 2010 Vehículos eléctricos y furgonetas de carga.                     |
| Reino Unido | 53,524                             | ~24,500                            | 9,982                              | 1.1%                      | 0.59%                     | 0.16%                     | Registros desde 2006 Vehículos eléctricos y furgonetas de carga.                     |
| Alemania | 48,669                             | 25,205                             | 12,156                             | 0.73%                     | 0.43%                     | 0.25%                     | Registros desde 2006. Vehículos eléctricos de pasajeros.                             |
| Canadá | 17,058                             | 10,658                             | 5,596                              | 0.35%                     | 0.27%                     | 0.18%                     | Registros desde 2011. Vehículos eléctricos de pasajeros.                             |
| Suecia | 16,996                             | 8,076                              | 3,138                              | 2.62%                     | 1.53%                     | 0.57%                     | Registros desde 2011. Vehículos eléctricos y furgonetas de carga.                    |
| Total global desde 2003 | 1,235,000                          | 712,000                            | 405,000                            |                           |                           |                           |                                                                                      |
| Existencia de vehículos eléctricos ligeros y participación del mercado de ventas por país: |                                    |                                    |                                    |                           |                           |                           |                                                                                      |
| Unión Europea(4) | 425,849                            | 233,022                            | n/a                                | 1.41%                     | 0.66%                     | 0.49%                     | Registros desde 2010. Vehículos eléctricos y furgonetas de carga.                    |
| California | 191,650                            | 129,484                            | 69,999                             | 3.1%                      | 3.2%                      | 2.5%                      | Registros desde 2010. Vehículos eléctricos y vans de carga.                          |
| Existencia de vehículos eléctricos en el mercado de China |                                    |                                    |                                    |                           |                           |                           |                                                                                      |
| China | 444,447                            | 113,355                            | 38,592                             |                           |                           |                           | Ventas desde 2011. Vehículos de todos los segmentos.                                 |
| Notas: (1) La existencia de vehículos eléctricos incluye las ventas y registros. (2) Kei cars no están incluido en el estimado del mercado chino. (3) Los registros de Francia no incluyen vehículos híbridos. (4) Los miembros de la Unión Europea y países EFTA, como Noruega y Suiza. (5) Vehículos eléctricos de carga incluyendo camiones de transporte y de carga. |                                    |                                    |                                    |                           |                           |                           |                                                                                      |

En Estados Unidos las ventas de automóviles eléctricos son lideradas por California, donde se encuentra el mayor mercado de automóviles de América, ya que superó el hito de 200 000 unidades en marzo de 2016, de los cerca de 425 000 vehículos vendidos en todo el país hasta febrero de 2016, los cuales representan el 47% de todos coches vendidos en los Estados Unidos desde 2008. Durante 2014 la participación en el mercado de California alcanzó el 3.2% del total de ventas de coches nuevos en el estado, frente al 2.5% en 2013. En 2015 la participación de ventas en los Estados Unidos disminuyó al 3.1%. Hasta diciembre de 2014 cuando California tenía más vehículos eléctricos que cualquier otro país, y en 2015 solamente dos países: Noruega con el 22.4% y Países Bajos con el 9.7%, lograron una participación de mercado mayor que la de California. Los vehículos eléctricos representaron aproximadamente el 0.5% del total de vehículos en las carreteras de California en septiembre de 2015.
Noruega con una población de aproximadamente 5 200 000 habitantes, es el país con la más alta presencia de coches eléctricos per cápita en el mundo. En marzo de 2014, Noruega se convirtió en el primer país en el que más de uno de cada cien vehículos de pasajeros en las carreteras era un eléctrico y la penetración de mercado del segmento alcanzó el 2% en marzo el año 2015 y que pasó al 3% en diciembre de 2015. También tiene la mayor participación de mercado del segmento eléctrico del total de ventas de coches nuevos en el mundo, con un crecimiento del 5.6% en 2013 hasta el 13.8% en 2014 y alcanzando el 22.4% en 2015. El segundo en la clasificación son los Países Bajos, con una cuota de mercado del 3.9% en 2014 y 9.7% en 2015. En 2015, nueve países alcanzaron una cuota de mercado igual o superior al 1% del total de ventas de coches nuevos, superando los seis de junio de 2014. Los nueve países son: Noruega con 22.39%, Países Bajos con 9.74%, Hong Kong con 4.84%, Islandia con 2.93%, Suecia con 2.62%, Dinamarca con 2.29%, Suiza con 1.98%, Francia con 1.2% y Reino Unido con 1.1%. En 2015, la cuota de mercado de vehículos eléctricos de pasajeros de Europa pasó a 1.41% por primera vez. La proporción más alta mensual sobre el mercado del segmento eléctrico, fue alcanzada en marzo de 2016 por Noruega, con uno de cada tres autos nuevos matriculados como coche eléctrico, que representan el 33.5%.
| Posición | País             | Participación de mercado en 2015 | Posición | País             | Participación de mercado en 2014 | Posición | País             | Participación de mercado en 2013 |
| --- | ---------------- | -------------------------------- | -------- | ---------------- | -------------------------------- | -------- | ---------------- | -------------------------------- |
| 1 | Noruega          | 22.39%                           | 1        | Noruega          | 13.84%                           | 1        | Noruega          | 6.10%                            |
| 2 | Países Bajos     | 9.74%                            | 2        | Países Bajos     | 3.87%                            | 2        | Países Bajos     | 5.55%                            |
| 3 | Islandia         | 2.93%                            | 3        | Islandia         | 2.71%                            | 3        | Islandia         | 0.94%                            |
| 4 | Suecia           | 2.62%                            | 4        | Estonia          | 1.57%                            | 4        | Japón            | 0.91%                            |
| 5 | Dinamarca        | 2.29%                            | 5        | Suecia           | 1.53%                            | 5        | Francia(2)       | 0.83%                            |
| 6 | Suiza            | 1.98%                            | 6        | Japópn           | 1.06%                            | 6        | Estonia          | 0.73%                            |
| 7 | Francia          | 1.19%                            | 7        | Dinamarca        | 0.88 %                           | 7        | Suecia           | 0.71%                            |
| 8 | Reino Unido      | 1.07%                            | 8        | Suiza            | 0.75%                            | 8        | Estados Unidos   | 0.6%                             |
| 9 | Austria          | 0.9%                             | 9        | Estados Unidos   | 0.72%                            | 9        | Suiza            | 0.44%                            |
| 10 | China            | 0.84%                            | 10       | Francia(2)       | 0.7%                             | 10       | Dinamarca        | 0.29%                            |
| Mercados regionales. Módulo adicional seleccionado de la cuota de mercado de automóviles de pasajeros eléctricos entre 2015 y 2013 |                  |                                  |          |                  |                                  |          |                  |                                  |
| | Hong Kong        | 4.84%                            |          | Hong Kong        | -                                |          | Hong Kong        | 0.39%                            |
| | California       | 3.1%                             |          | California       | 3.2%                             |          | California       | 2.5%                             |
| | Unión Europea(1) | 1.41%                            |          | Unión Europea(1) | 0.66%                            |          | Unión Europea(1) | 0.49%                            |
| Notas: (1) Estas cifras corresponden a los países miembros de la Unión Europea, además de los países de la Asociación Europea de Libre Comercio, Noruega y Suiza. (2) La cuota de mercado francés corresponde a las ventas combinadas totales de eléctricos de pasajeros y furgonetas, sin incluir híbridos ni enchufables. |                  |                                  |          |                  |                                  |          |                  |                                  |

## África

### Sudáfrica
GridCars es una empresa establecida en Pretoria con sede en la promoción de Commuter Cars, su vehículo de lanzamiento se basa en la TREV de Australia. El concepto detrás del coche eléctrico es la construcción de vehículos eléctricos ultraligeros, la colocación de una menor demanda de los requerimientos de la batería y hacer que el vehículo sea más asequible. El Joule, diseñado por Optimal Energy en Ciudad del Cabo, hizo su debut en 2008 en el Salón del Automóvil de París y tiene un campo de prácticas máxima de 300 km (186 millas). El Joule tiene capacidad para dos paquetes de baterías de iones de litio de células grandes.
El primer coche eléctrico de producción en serie disponible para ventas al por menor en el país fue el Nissan Leaf, introducido en octubre de 2013. BMW Sudáfrica tiene planes para introducir el BMW i3 y BMW i8. El país no cuenta con incentivos o subvenciones gubernamentales para promover los coches eléctricos.

## América

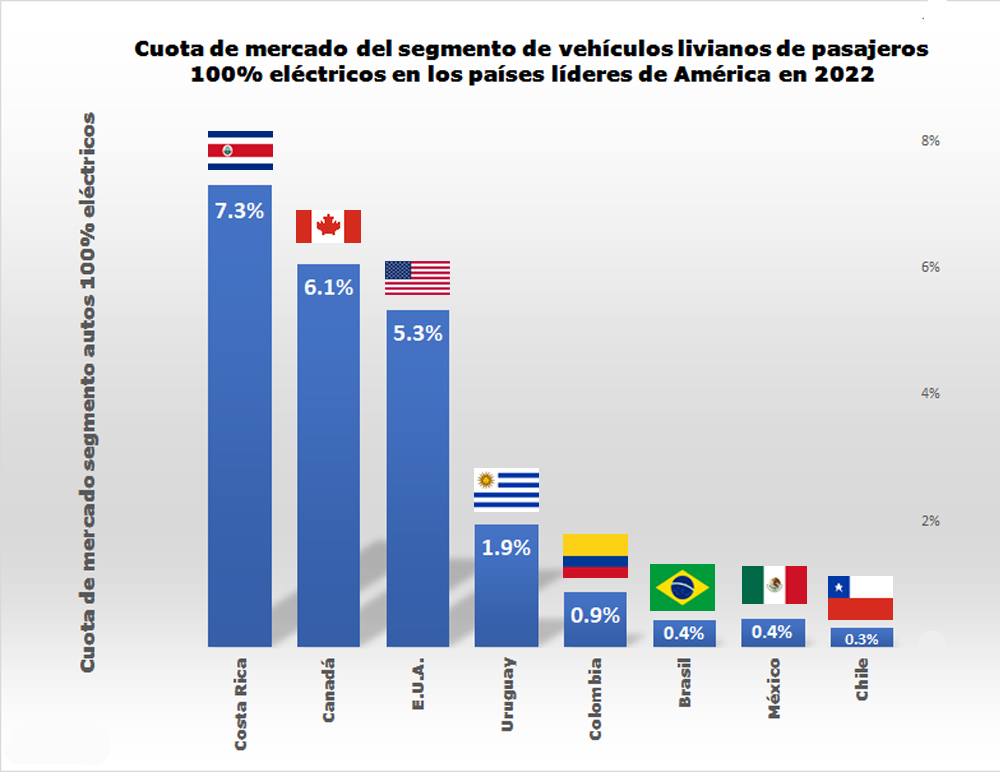
Cuota de mercado del segmento de autos 100% eléctricos de los países líderes de América en 2022

En 2015 Estados Unidos fue el país con mayor número de ventas de vehículos eléctricos a nivel mundial, con más de 400,000 en ese año, mientras que Canadá ocupa la novena posición a nivel mundial y la segunda en el continente, con cerca de 17,000 automóviles eléctricos.

### Canadá
Las ventas acumuladas de coches eléctricos en Canadá superó la marca de 20 000 unidades para mayo de 2016. El Chevrolet Volt, el cual fue lanzado en 2011, es el vehículo eléctrico de mayores ventas en el país, con ventas de 6387 unidades hasta mayo de 2015, lo que representa más del 30 % de todos los vehículos enchufables que se venden en el país. El segundo lugar lo ocupa el Tesla Model S con 4160 unidades vendidas hasta abril de 2016, seguido por el Nissan Leaf con 3692 unidades entregadas. El Tesla Model S fue el auto eléctrico con mayores ventas en 2015 con 2,010 unidades vendidas.

### Estados Unidos
Hasta diciembre de 2019, Estados Unidos tiene la tercera mayor flota de vehículos eléctricos en el mundo, con cerca 1 400 000 coches eléctricos enchufables con capacidad de transitar por carretera, vendidos desde 2010. Para mayo de 2016, el valor de vehículos enchufables estadounidenses representaba el 33% del total mundial de vehículos eléctricos enchufables ligeros.

## Asia

### China
En 2015 China fue el segundo mayor productor de vehículos eléctricos a nivel mundial, con cerca de 250 000 unidades, detrás de Estados Unidos con más de 400 000 unidades y superando a Japón, con cerca de 130 000 vehículos eléctricos anuales. Adicionalmente, China representó el décimo mayor consumidor mundial de vehículos eléctricos ese año, aunque su participación fue inferior al 1% del comercio global.

### Japón
Para abril de 2016, la cantidad vehículos eléctricos de poca potencia en Japón fue la tercera más grande del mundo después de Estados Unidos y China, con cerca de 150 000 vehículos eléctricos vendidos en ese país desde 2009. Durante el año 2012, las ventas mundiales de vehículos eléctricos fueron conducidos por Japón con una cuota de mercado del 28% de las ventas totales, seguido de Estados Unidos con una participación de 26%. Japón ocupa el segundo lugar después de los Estados Unidos en términos de participación de ventas de híbridos en 2012, con el 12 % de las ventas mundiales. Un total de 30 587 vehículos eléctricos con capacidad de carretera, fueron vendidos en Japón en 2013. En 2014 las ventas del segmento se mantuvieron estables con 30 390 unidades vendidas y una cuota de mercado del 1.06% del total de ventas de coches nuevos en ese país.

## Europa

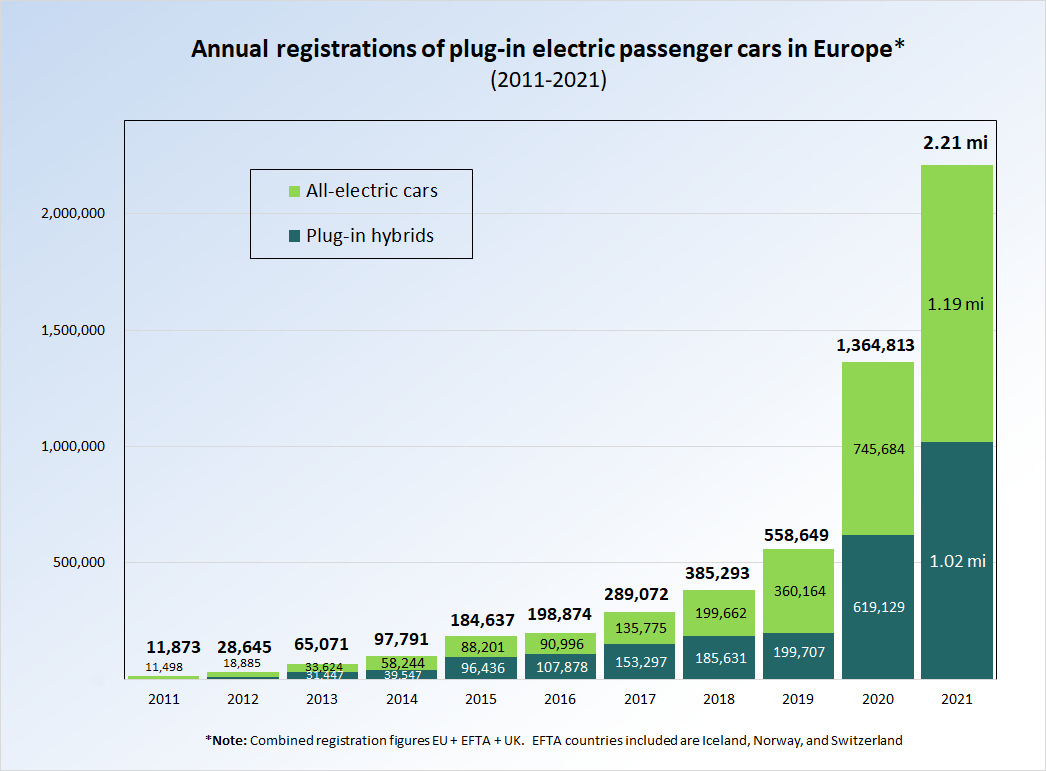
Registros anuales de vehículos eléctricos enchufables en Europa desde 2011

Europa es el principal mercado para la venta de este tipo de vehículos. En 2015, nueve de los diez países con mayor cuota de mercado en número de ventas de coches eléctricos eran naciones europeas. Noruega era el país que más vehículos de este tipo adquiría, representando el 22% del mercado, seguido de Países Bajos con 9%.
| Modelos                        | Total   |
| ------------------------------ | ------- |
| Tesla Model Y                  | 137,052 |
| Tesla Model 3                  | 91,475  |
| Volkswagen ID.4                | 67,490  |
| Fiat 500                       | 66,198  |
| Volkswagen ID.3                | 53,015  |
| Skoda Enyaq                    | 49,566  |
| Dacia Spring                   | 48,535  |
| Peugeot e-208                  | 46,616  |
| Hyundai Kona Eléctrico         | 41,266  |
| Kia e-Niro                     | 38,522  |
| Hyundai Ioniq 5                | 37,312  |
| Renault ZOE                    | 35,706  |
| Mini eléctrico                 | 34,764  |
| Renault Mégane E-Tech Electric | 32,641  |
| Cupra Born                     | 32,405  |
| Polestar 2                     | 31,734  |

### Noruega
Más de 200 000 vehículos eléctricos fueron registrados en Noruega hasta finales del mes de diciembre de 2017, convirtiendo al país en el cuarto mayor mercado de vehículos enchufables en el mundo. La flota de coches eléctricos de Noruega es una de las más limpias del mundo, porque casi el 100% de la electricidad generada en el país proviene de la energía hidroeléctrica. Noruega, con 5 200 000 habitantes, es el país con mayor propiedad vehículos eléctricos per cápita en el mundo, Oslo siendo reconocida como la capital del mundo de vehículos eléctricos.

### Países Bajos
Un total de 121 542 coches y furgonetas eléctricas estaban registrados en los Países Bajos al 31 de diciembre de 2017, que consiste de 21 115 vehículos eléctricos puros, 98 217 de autonomía extendida e híbridos enchufables y 2210 furgonetas utilitarias totalmente eléctricas. Cuando los autobuses, camiones, motocicletas, cuatriciclos y vehículos de tres ruedas se toman en cuenta, la flota eléctrica holandesa se eleva a 123 499 unidades. La cantidad de vehículos eléctricos del país llega a 165 886 unidades cuando se contabilizan los vehículos de hidrógeno, motocicletas eléctricas, 37 652 bicicletas eléctricas y microcoches.

## Oceanía

### Australia
En 2008 Australia comenzó a producir su primer vehículo comercial totalmente eléctrico. Originalmente llamado Blade Runner, su nombre fue cambiado a Electron, el cual ya se estaba exportando a Nueva Zelanda, siendo uno adquirido por el Dr. Nick Smith, ministro del Medio Ambiente de ese país. El Electron está basado en el chasis del Hyundai Getz y es popular para el servicio de los gobiernos.

### Nueva Zelanda

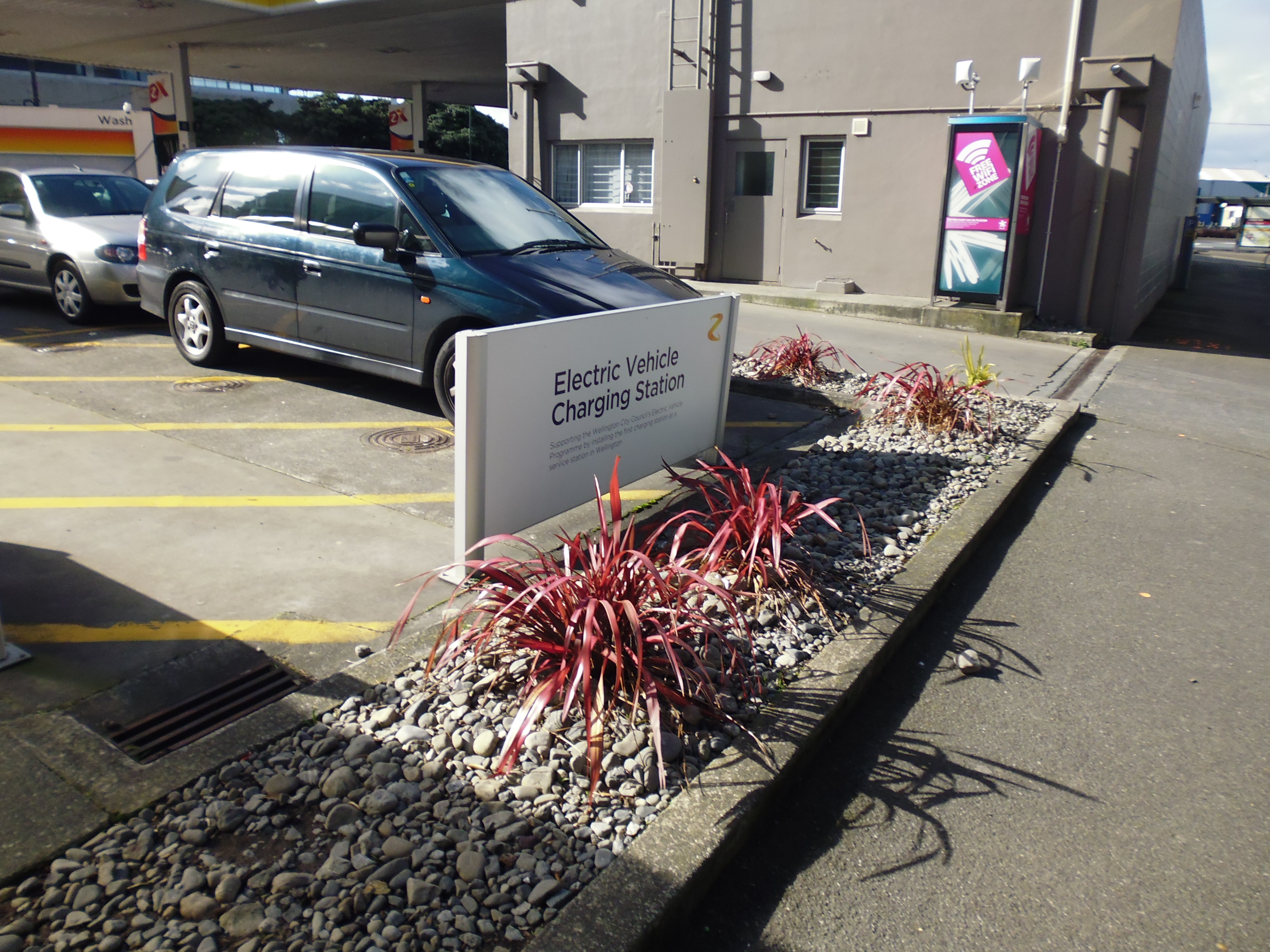
Un vehículo eléctrico en una estación de carga en Wellington, Nueva Zelanda.

Había 1015 coches eléctricos registrados en el país a mediados de marzo de 2016, incluyendo los importados usados. De los 769 vehículos eléctricos registrados en septiembre de 2015, 419 eran híbridos y aproximadamente 45 fueron fabricados antes de 2005, algunos de estos son vehículos convencionales convertidos en eléctricos. El número de eléctricos y vehículos híbridos en flota comenzó a aumentar a partir de 2009 cuando modelos como el Mitsubishi i-MiEV fueron lanzados al mercado y se aceleró a partir de 2015 desde que se importaron Nissan Leaf de segunda mano desde Japón los cuales proporcionaron un método de compra más barato. Para febrero, un total de 414 Nissan Leaf se habían registrado en el país, de los cuales, 86 son nuevas unidades y 328 importados usados. Nissan detuvo las ventas del Leaf en noviembre de 2015. Nueva Zelanda tiene un único subsidio, ya que el gobierno le da menor importancia para los vehículos eléctricos, solamente con una exención del pago de peajes entre 2009 y 2020.
| Modelo | Total a junio de 2015 | 2015 | 2014 | 2013 | 2012 | 2011 |
| --- | --------------------- | ---- | ---- | ---- | ---- | ---- |
| Mitsubishi Outlander PHEV | 265                   | 67   | 197  | 1    | -    | -    |
| Nissan Leaf | 227                   | 91   | 100  | 24   | 11   | 1    |
| BMW i | 42                    | 33   | 9    | -    | -    | -    |
| Mitsubishi i-MiEV | 34                    | 1    | 1    | 6    | 6    | 12   |
| Holden Volt | 26                    | 5    | 10   | 5    | 6    | -    |
| Audi A3 e-tron | 23                    | 23   | -    | -    | -    | -    |
| Tesla Model S | 6                     | 4    | 2    | -    | -    | -    |
| Porsche Cayenne S E-Hybrid | 5                     | 5    | -    | -    | -    | -    |
| Otros | 67                    | 0    | 6    | 1    | 7    | 4    |
| Total | 695                   | 229  | 325  | 37   | 30   | 17   |
| Nota: Las ventas CYTD hasta el 30 de junio de 2015. La segunda columna de la tabla indica el número total de vehículos de la flota, incluyendo el desglose según el modelo, pero todas las demás columnas denotan registros durante ese período. Los datos correspondientes a 2013 y años anteriores se basan en los datos proporcionados directamente por el Ministerio de Transporte de Nueva Zelanda (no disponible en un documento público). Todos los datos incluyen vehículos matriculados en Nueva Zelanda que han sido importados como "nuevo" y como vehículos "utilizados", la mayoría de las importaciones utilizadas se origina en Japón, por ejemplo: una parte significativa de Nissan Leaf registrados en Nueva Zelanda se ha importado "usados" de Japón. |                       |      |      |      |      |      |